# 高齐云
高齐云（1933年2月20日—2005年8月10日），时用笔名齐云，中国哲学家，中山大学哲学系教授。主张从马克思原本哲学思想角度推动中国政治全面改革。

## 生平
生于江西吉安市并受启蒙教育，续受青年教育于湖南衡阳市。1951年入读广州中山大学中文系，从学于冼玉清等，毕业后师从文学史家王起攻读中国古典文学研究生。其学术论文《试论李白诗的艺术成就》后收入中华书局1964年出版《李白研究论文集》。
1956年研究生提前毕业转入新成立中山大学哲学系任助教，后任讲师，专修美学。1960年代期间在中国国内报纸刊物发表多款关于社会主义现实主义美学方面文章，其间曾进修于中国人民大学哲学系。
1970年代中期起，为中国马克思主义哲学史学科发起带头人之一，中国高等院校第一部马克思主义哲学史教材《马克思主义哲学史稿》主编，并与多位哲学家包括孙伯鍨和吴仕康共同编辑书写由黄楠森、庄福龄及林利主持的中国哲学社会科学研究重点项目第一部多卷本（八卷）《马克思主义哲学史》。
1980年代起为中山大学哲学系教授，从事马克思主义哲学史及社会主义辩证法教学研究，着重研究早期马克思主义哲学思想与中国现代社会主义改革开放，并参与学术界有关活动，曾任中国马克思主义哲学史学会常务理事，广东省哲学学会副会长，广东省马克思主义哲学史学会会长，广东省社会主义社会辩证法研究会副会长，广东省企业文化研究会执行会长等职。
其论著包括《社会主义社会矛盾概论》（1985年主编），《社会主义辩证法概述》（1986年主编），《社会主义改革十论》（1986年主编），《社会主义道德新论》（1988年主编），《深圳经济特区建设的辩证法》（1988年主编），《迎接挑战 奋起开拓：广东机械工业在改革开放中崛起》（1990年主编），《马克思主义哲学体系的原生、次生、再生形态》（1990年主编）等。
在1980年代，被认为是中国研究人在马克思主义哲学中的价值地位、研究人道主义与异化等问题的最具影响力的学者之一。其学术观点曾带动中国国内部分哲学界学者的“回到马克思”思潮。
曾获广东省哲学社会科学优秀成果奖特别学术成就奖，广东省优秀社会科学研究成果奖哲学专著一等奖，中国社会科学基金优秀项目奖一等奖，北京市社会科学优秀成果奖特等奖，吴玉章基金奖一等奖等学术荣誉。
长时期患心臓疾病。因心力衰竭辞世。